# Jens Hellgren
Jens Hellgren, född i 13 maj 1962 i Luleå, är en svensk ishockeytränare och före detta ishockeyspelare.
Under sin karriär som spelare spelade han i Elitserien för Frölunda (34 matcher) och Luleå (280 matcher). Under sin tid i Luleå hann han även med 18 slutspelsmatcher. Han spelade även 3 B-landskamper och 56 matcher i olika junior- och pojklandslag.
Hans tränarkarriär började i Bodens IK säsongen 2000/2001. Sedan dess har han bland annat varit huvudtränare i Nyköping (Hockeyallsvenskan) och Luleå (Elitserien). Under säsongen 2010/2011 var han tränare för Björklöven i Division 1. Hellgren hade kontrakt fram till april 2013, men på grund av missnöje från spelarna lämnade han tränarposten, med hjälp av en klausul i kontraktet, under mars 2011.
Inför säsongen 2011/2012 meddelade Västerås Hockey att Hellgren skrivit på ett 1+1-årigt kontrakt som assisterande tränare för laget.